# Ammitocyon kainos
Ammitocyon kainos — вид ссавців з ряду Carnivora. Скам'янілості знайдено поблизу Мадриду, Іспанія. Попередньо решти були віднесені до роду Thaumastocyon, однак на основі порівняльних аналізів зубних рядів описано новий рід і вид.